# Terminalia surigaensis
Terminalia surigaensis är en tvåhjärtbladig växtart som beskrevs av Merrill. Terminalia surigaensis ingår i släktet Terminalia och familjen Combretaceae. Inga underarter finns listade i Catalogue of Life.